# 軽王子と衣通姫
『軽王子と衣通姫』（かるのみことそとおりひめ）は、三島由紀夫の短編小説。2章から成る。父帝の寵妃である叔母と、その甥である王子の禁断の愛と死を描いた悲恋の物語。『古事記』や『日本書紀』で語られる「衣通姫伝説」をヒントにした作品である。禁忌を犯した若い男女の愛の苦悩が描かれ、その愛に殉じて天上界に戻るという貴種流離譚となっている。
当時の三島が敗戦後の現実社会の中で、自らの虚無感や空洞を主人公の王子と姫の陶酔的な生き方に思いを馳せ、その王子と姫の死を密かに羨望し、亡き天皇への「常住の愛」を抱きながら余生を全うした皇后に、三島自らの戦後の行く末を重ねて模索していた作品だとされている。

## 発表経過
1947年（昭和22年）、文芸雑誌『群像』4月号に掲載された。末尾には執筆日が「一九四六・九・廿一／――十一、十三」と記されている。同年11月20日に桜井書店より刊行の『岬にての物語』に収録された。文庫版としては、1955年（昭和30年）3月30日に角川文庫より刊行の『花ざかりの森 他六篇』に収録された。その後、1971年（昭和46年）1月25日に新潮文庫より刊行の『獅子・孔雀』にも収録された。これは三島が自死前に自選集として選んでいたもので、自作解説を付けるはずであったが、その死により不可能となった。翻訳版はイタリア（伊題：Il principe Karu e la principessa Sotōri）で行われている。

## 執筆背景

### 時代背景
三島由紀夫が『軽王子と衣通姫』を執筆したのは、1946年（昭和21年）の暮であるが、この年の1月1日に、昭和天皇が「人間宣言」をしている。後日三島は友人・三谷信に、新聞に掲載された背広姿の天皇の写真について、なぜ衣冠束帯にしなかったのかと憤慨を漏らしている。なお、この当時の日本はGHQの占領下となっており、三島が川端康成へ出している書簡なども、開封されて検閲されている。
この時期の三島には、戦争末期から敗戦までのプライベートなこと（初恋の女性との別れ、妹・美津子の死）からの絶望や、時代の価値転換による虚無感もあった。三島は当時について以下のように言及している。

### 執筆動機
三島は当時、『軽王子と衣通姫』のような作品を書かなければいられないという動機について、「たえまない渇きが、今私が旅してゐるところは沙漠だといふことを否応なしに教へてくれる」と表現し、それはそこが「沙漠」だと教えてくれるだけではなく、「時には、はげしい渇きが、私の行くところをどこも沙漠にかへてしまふのでした」と述べている。そして三島は喩えとして、聖フランチョスコと聖キアラが食卓に会して神に酔っていた時に彼らの「心を燃やした神の愛の火」が、「可見の火」になり、遠くの村人たちに火災に見えたという奇蹟の伝説に触れて、それと同様、「芸術家の魂をもやす火」が「可見の芸術作品」になったということが、今では奇蹟や伝説にすぎなくなり、一方で、「魂をもやさずに、附木に本当の火をつけてふりまはす物騒な芸術家」がいたり、「切なく魂をもやしつづけながら、もはや手でさはつて熱くなければ火ではないと思ひ込んでゐる人々に、どうして可見の魂の火を示したらよいかと思ひ悩んでゐる芸術家」がいることを「魂の火」に喩えながら、以下のようにその心境を語っている。

## 作品設定
『軽王子と衣通姫』は、『古事記』や『日本書紀』で語られている「衣通姫伝説」をヒントに執筆されているが、『古事記』では、王子と姫が「同腹の兄妹」であり、『日本書紀』では、王子と姫は「甥と叔母」になっている。三島の『軽王子と衣通姫』は『日本書紀』の設定を採用しているが、その設定にするまでには、迷いがあったことが川端康成宛ての書簡で明らかになっている。　
三島が、「同腹の兄妹」の近親相姦という設定を選ばなかった理由としては、終戦直後に亡くなった実妹・美津子の死から一年ほどしか経っていなく、まだあまりにも、その死が生々しかったために、あえて避けたのではないかと小林和子は推測し、妹・美津子への思いは、同時期に執筆された『盗賊』の方へ形を変えて表現されていると考察している。
なお、『古事記』によれば、軽王子と衣通姫が命を絶つ前に交わした歌は以下のようなものであったという。
- 天飛ぶ鳥も使ぞ鶴が音の聞えむ時は吾が名問はさね
- 天草のあひねの浜の蠣貝に足踏ますなあかしてとほれ

## あらすじ
第一部
崩御した先皇・雄朝津間稚子宿禰天皇の皇后が、深夜に下部たちに松明をかかげさせ、先皇の陵へと急ぐ時、あやしい火が陵のあたりで、かき消えたのを見た。侍臣たちがその火の消えた元へ行くと、白い裳の美しき女人が立っていた。それは皇后の妹君で、先皇に寵愛された衣通姫であった。衣通姫は、海のかなたの伊余に湯に流された軽王子を追って、その地へ落ちていく前に先皇の陵を拝し別れを告げに来たのだった。
ありし日、天皇は、皇后の妹君・衣通姫の艶色を伝える声の高いことを知り、姫の住む坂田へ使者を送り、姫を側室にした。衣通姫は藤原宮（奈良県橿原市）の人となり、天皇の寵愛し繁く通った。皇后は甚だしく嫉妬に苦しんだ。皇太子・軽王子は、まだ見ぬ一人の美しい人が、母も贈りえぬ喜びを父に与え、父も与えぬ苦しみを母に与えていることに苛立ち、禁を犯して藤原宮に忍び込み、父の思われ人の姿を初めて垣間見た。それ以来、王子は狩も忘れ、その美しい面影のために恋に苦しみ、ある夜ついに、もう一つの新宮の河内の茅渟宮（泉佐野市）にいた衣通姫の元へ忍んだ。天皇の面影のある美しい若者に姫も惹かれ、2人は愛し合うようになった。
天皇が崩御した後、軽王子は河内の茅渟宮をほとんど離れなくなり、祭事は弟宮・穴穂皇子に委ねられ、群臣も国人も軽王子に背いて弟宮についた。母皇后は、軽王子の方に即位を望んだが、軽王子はそれを受けなかった。その夜、弟宮が兵を急に挙げ、大前小前宿禰に裏切られ軽王子は捕えられた。心荒き弟宮・穴穂皇子は皇位に即位し、軽王子は伊余の湯へ流された。軽王子の後を追うことを決心した衣通姫は、亡き先皇の陵で、久しぶりの姉に出会い、その決心を仮宮で告げた。皇后は、自分は残る一生を先皇の喪の内に送る決心を妹姫に語り、わが子のうちで一番愛していたのは軽王子であり、軽王子が皇位に就くことをいかに切望していたかを、伊余の王子に伝えてほしいと頼み、自分の首にかけていた美しい「青玉の首飾り」を妹・衣通姫に与えた。
第二部
航海の途上で衣通姫は、幾多の神を見た。まだ瀬戸内海の島々にはその名を忘れられた数多の神々が隠れ棲んでいた。明日は伊余に着こうという日の夕刻、雲の合間に巨大な先皇の御顔が懸っているのを姫は見た。やがて再会した軽王子と衣通姫はしばらく言葉を交わすのも忘れ、床の上に崩れた。
伊余の邑（村）には、邑の男子で集めた兵がいた。それは、流された王子の跡を慕って来た股肱の石木の臣が王子のために募ったものだった。穴穂皇子の御位を覆すために、海を隔てて石木の臣たちの謀が進められていた。軽王子も姫と再会するまでは、叛乱の夢を日々の喜びとしていたが、思いがけない姫に入来で志は萎え、石木の奏する言葉も上の空で聞いていた。そして衣通姫から聞いた母皇后の託宣も、夜見の国においてのみ叶えられる「2人を王者と妃の死へと誘う、秘められた託宣」と聞き、姫との狂わしい愛の日々を送った。
石木は当初、衣通姫を「大御后」と呼び、軽王子の奥方とし、瑞兆の一つとしていたが、先皇の愛情とは違う、姫への狂おしい王子の愛を重い瞼の下で眺めはじめ、王子のなかに「悪しき神」が宿ったと見るようになった。冬が過ぎて春が訪れたある日、石木は王子に、明朝の軍立ちの伺いをたてた。「ならぬ」と言う王子に石木は、大御后（衣通姫）も軍立ちを承知であると言い、「或ること」を勧めたところ姫はそれを肯ったと告げた。軽王子が苦しげにそれが何かと問うと、石木は「死を」と答えた。軽王子は蒼ざめ、衣通姫の臥所に転び寄るが、すでに姫は石木が渡した「死の草の実」を服し、明日の暁までに絶え果てる命であった。
衣通姫が死ぬことを信じぬ軽王子は、石木を追い払い、青い首飾りをつけている姫をじっと見入った。王子の手のなかで姫の手は冷えはじめた。死の実をなぜ飲んだのか、姫はついに語らなかったが、今や王子にはまざまざとそれが解った。どんなに愛しても、今ほど王子と姫とが身近にいることはかつてなかった。何ものにも与ることなく、2人は露わに身と心を寄り添わせていた。王子は亡骸の傍らから立ち上がり、剣を抜き取った。その時、月光の窓に飛んできた大鷲に、「わたしと衣通姫は夜見の国へ旅立ったと。何者もそれを妨げはしなかった。日の御子とその妃の死を妨げた者はなかったと」と母君への伝言を託し、王子は自分の咽喉を剣で貫いた。血しぶきが大鷲の羽もかかった。
石木の軍は、迎え撃った穴穂皇子の軍により海上で散々に討ち破られた。皇后は先に若葉の園で、片羽に黒赤色の斑らを持った白い大鷲を見て、思い当たるふしがあった。秘かに陸に上がった石木の臣は、たちまち捕えられたが、首を刎ねられる前に、先皇の大御妃様に奉ってくれと、美しい青い首飾りを穴穂天皇の兵に渡した。
90歳の長寿を保った皇后は、その青玉の首飾りをうなじから離したことはなかった。そこで首飾りは皇后の胸にかけられたまま柩に納められた。

## 登場人物
雄朝津間稚子宿禰天皇（おあさづまわくごのすくねの すめらみこと）
允恭天皇。髭が長い。皇后の妹・衣通姫を側室にする。御子の軽王子が衣通姫と密通したのを薄々気づくが、黙認して恕す。
皇后
雄朝津間稚子宿禰天皇の正妻。高貴な女人。忍坂大中姫。艶やかな妹・衣通姫を持つことが矜りであったが、妹君が天皇の側室となると、嫉妬に苦しめられる。
衣通姫（そとおりひめ）
皇后の妹姫。軽王子の叔母。豊葦原中国にこれに勝る美顔はないほどの女人。高く結い上げた豊かな黒髪。新月のような額。しずかな若草の眉。その姿に霊が宿るかのような美しさは、白い裳の内からの光輝で曙いろに照り映え、その身の艶色が衣を通して晃る。近江の坂田出身であったから、海の女体の神ではないかと噂された。
軽王子（かるのみこ）
雄朝津間稚子宿禰天皇と皇后の御子。木梨軽皇子。衣通姫の甥。豊葦原中国にまた見ること叶わぬような美しい壮夫（わかもの）。天日のように若く輝かしく、悩みと憂いが兆しかけた眉は凛々しい。父の天皇の面影がある。
穴穂皇子（あなほのみこ）
軽王子の弟宮。心荒い。天皇が崩御して一か月後、兄宮を捕えて、伊余に湯に流し、自身が皇位に就く。安康天皇。
大前小前宿禰（おおまえこまえのすくね）
弟宮・穴穂皇子の兵を逃れて、やって来た軽王子を裏切り、穴穂皇子に引き渡す。
石木の臣
軽王子の股肱。伊余に流された軽王子を慕い、戦をよく知る2、3の者を従えて追って来る。

## 作品評価・研究
『軽王子と衣通姫』は、発表当時は一般読者などから好評だったようであるが、文壇からは「時代ばなれの歴史小説」「皇室関係のことを忌憚なく書いた好奇好古の作品」と受け取られてほとんど注目されなかった作品である。
本多秋五は、『軽王子と衣通姫』が発表当時に文壇から注目されなかったことに言及しつつ、『三島由紀夫選集』にも収録されなかったことを不思議がり、「これは芥川の歴史小説に伍して毫も遜色のない天晴な作品であった」と高評価し、以下のように解説している。
田坂昂は、父帝の寵姫であり叔母である姫と密通する禁を犯すのは罪ではあるが、罪であるがゆえに逆に「極めて美しいこと」＝「無垢の喜悦」であるという構造となっており、その論理をアイロニカルにもう一歩進めれば、「禁を犯すことの喜悦」は、「禁あればこそたのしさもあるという逆説を生む」とし、さらにそれを極限的に進めれば、禁を犯してしまえば、そこにあるのは「死」だけであるという構造にいきつくと論考している。そして、こういった論理構造を含みながら展開する『軽王子と衣通姫』の主題は、三島のいう「欠乏の自覚としてのエロスの論理」に繋がってゆくと田坂は解説している。
また田坂は、軽王子の生きた時代が、神代が人の世に移り変って、「死と愛への神の支配がやうやく疑はれて来た」時代であり、「祭事や軍事が恋と共に心の中に親しく住うた」時代ではなくなり、王子の心には「人の世の虚しさと死への希い」だけがあると考察し、母皇后の託宣を、「柔らかな甘美な死」への誘いの声と王子が聞いたことに関して、夜見の国（黄泉の国）が「妣（はは）の国」を意味し、「怖ろしい国であるが、また懐かしい国でもある」ということに触れながら、そこから呼びかけてくる声は、『仮面の告白』の「根の母の悪意ある愛」の声と同じ場所から聞こえてくるものだと論考し、それは、「存在の母たちの国からの声」であり、「死とはその国へかえりゆくこと」だと解説している。
そして、その王子の時代に、戦後社会における、「悲劇的な死の希みが絶たれている」という三島の苦い感慨が寓意的に重ね合わされ、託されていると田坂は考察しながら、『軽王子と衣通姫』は「“悲劇的なもの”を可能にした時代への挽歌」とみることができると解説している。そして、王子が最後に剣で咽喉を貫く直前の言伝には、「悲劇を理会しあった過ぎし時代への記憶に殉じ、もはや悲劇的な死を死にえなくなった時代に矜りたかく別れを告げて黄泉の国へ旅立っていった者の声がきかれる」と田坂は述べている。
またそこには、敗戦と同時に訪れた「しらじらしい虚無感」で、「日常生活の復帰と支配の時代」が一層耐えがたいという、戦後社会へのアイロニーが重ねられ、「愛をものりこえ、この世に夢みるなにもなくなった時代への訣別の声をひびかせながら死んでいった軽王子のように、ただ王者の矜りをもって死ぬことだけが残されている」と三島が語っているのようだと田坂は考察しながら、『軽王子と衣通姫』は一見「反時代的」だが、「意外にも時代の影を陰画的に宿している」作品だとし、「戦中の虚無感と敗戦によるもう一つの虚無感との、いわば虚無感の自乗のなかで、三島氏の身に迫ってきた戦後の人生の重さとの格闘がはじまりつつあった」と論考している。
小埜裕二は、この田坂の論を敷衍し、さらに三島の評論『日本文学小史』や、『軽王子序詩』を分析しながら、『軽王子と衣通姫』には「戦後の天皇に対する三島の切実なある思いも込められている」と推測できるとし、「戦争参加における〈死の甘美な夢想〉から即日帰郷および敗戦といった〈弛緩した日常〉に移ることにより生じた自己の空洞を埋めるために」、三島が自身を「貴種流離譚の主人公」として創作した作品だと考察している。
そして小林和子は、その小埜の論を踏まえながら、「昭和天皇の人間宣言」という戦後の現実や、「自らが王子たちのような陶酔のなかで死にゆくことも叶わなくなった現実」の中で三島は、軽王子と衣通姫に思いを託し、〈激しく急湍のやうに生きて年若くみまかつた美しい〉王子や姫に英霊たちを重ねて、彼らへの思いを胸にし、自らは、皇后（純粋な生と死に対して羨望を秘め、亡き天皇への「常住の愛」を抱いている）のように生きてゆくことより他ないことを、この作品の中で描こうとしたのではないかと論考している。

## オペラ化
三島は『軽王子と衣通姫』の物語を元にして日米合作の親善オペラの台本を書いている。これは当時日本に滞在中の作曲家ベン・リー・タフツ大尉の依頼を受けて執筆したもので、4幕物になっている。しかしながら、タフツ大尉が朝鮮戦争の前線に赴くことになったため、企画は中断されてしまった。

## おもな収録刊行本

### 単行本
- 『岬にての物語』（桜井書店、1947年11月20日）
  - 装幀：古沢岩美。紙装。フランス装。本扉裏に「夕日と海と黄金を愛する人に」とエピグラフあり。
  - 収録作品：「岬にての物語」「中世」「軽王子と衣通姫」「跋」
  - ※ 昭和24年4月15日発行の2刷で表紙改装。
- 文庫版『花ざかりの森 他六篇』（角川文庫、1955年3月30日）
  - 解説：戸板康二
  - 収録作品：「彩絵硝子」「花ざかりの森」「みのもの月」「軽王子と衣通姫」「中世に於ける一殺人常習者の遺せる哲学的日記の抜萃」「中世」「岬にての物語」
- 文庫版『獅子・孔雀』（新潮文庫、1971年1月25日）
  - カバー装幀：池田良二。解説：高橋睦郎
  - 収録作品：「軽王子と衣通姫」「殉教」「獅子」「毒薬の社会的効用について」「急停車」「スタア」「三熊野詣」「孔雀」「仲間」
  - ※ 三島生前に自選短篇集として予定されていたもの。
- 文庫版『殉教』（新潮文庫、1982年4月25日。改版2004年）
  - カバー装幀：池田良二。解説：高橋睦郎
  - 収録作品：「軽王子と衣通姫」「殉教」「獅子」「毒薬の社会的効用について」「急停車」「スタア」「三熊野詣」「孔雀」「仲間」
  - ※ 文庫版『獅子・孔雀』の改題版。
  - ※ 改版2004年より、カバー改装：池田良二、新潮社装幀室。

### アンソロジー
- 『純愛――時代小説の女たち』（角川書店、1992年12月20日）
  - 編集：縄田一男
  - 収録作品：田辺聖子「卑弥呼」、三島由紀夫「軽王子と衣通姫」、平林たい子「額田女王」、黒岩重吾「別離」、杉本苑子「海の翡翠」、南条範夫「花の色は」、堀辰雄「かげろふの日記」、円地文子「紫式部」、永井路子「右京局小夜がたり」、陣出達朗「一矢雲上」、滝口康彦「その名は常盤」、平岩弓枝「日野富子」

### 全集
- 『三島由紀夫全集1巻（小説I）』（新潮社、1975年1月25日）
  - 装幀：杉山寧。四六判。背革紙継ぎ装。貼函。
  - 月報：清水文雄「『花ざかりの森』をめぐって」。《評伝・三島由紀夫 21》佐伯彰一「伝記と評伝（その12）」。《同時代評から 21》虫明亜呂無「初期作品について（その2）」
  - 収録作品：「酸模」「座禅物語」「鈴鹿鈔」「暁鐘聖歌」「館」「彩絵硝子」「花ざかりの森」「苧菟と瑪耶」「みのもの月」「うたはあまねし」「玉刻春」「世々に残さん」「祈りの日記」「曼荼羅物語」「朝倉」「中世に於ける一殺人常習者の遺せる哲学的日記の抜萃」「中世」「エスガイの狩」「菖蒲前」「煙草」「贋ドン・ファン記」「岬にての物語」「恋と別離と」「軽王子と衣通姫」「夜の仕度」「鴉」
  - ※ 同一内容で豪華限定版（装幀：杉山寧。総革装。天金。緑革貼函。段ボール夫婦外函。A5変型版。本文2色刷）が1,000部あり。
- 『三島由紀夫短篇全集』〈上巻〉（新潮社、1987年11月20日）
  - 布装。セット機械函。四六判。2段組。
  - 収録作品：「酸模」から「女流立志伝」までの75篇。
- 『決定版 三島由紀夫全集16巻・短編2』（新潮社、2002年3月8日）
  - 装幀：新潮社装幀室。装画：柄澤齊。四六判。貼函。布クロス装。丸背。箔押し2色。
  - 月報：髙樹のぶ子「幸福な化学反応」。松本道子「思い出の三島歌舞伎」。［小説の創り方16］田中美代子「時の断崖」
  - 収録作品：「世々に残さん」「曼陀羅物語」「檜扇」「朝倉」「中世に於ける一殺人常習者の遺せる哲学的日記の抜萃」「縄手事件」「中世」「エスガイの狩」「菖蒲前」「黒島の王の物語の一場面」「岬にての物語」「鴉」「贋ドン・ファン記」「煙草」「耀子」「軽王子と衣通姫」「恋と別離と」「夜の仕度」「サーカス」「ラウドスピーカー」「春子」「婦徳」「接吻」「伝説」「白鳥」「哲学」「『菖蒲前』創作ノート」「『軽王子と衣通姫』創作ノート」「『夜の仕度』創作ノート」「『サーカス』創作ノート」「『ラウドスピーカー』創作ノート」「『春子』創作ノート」「『婦徳』創作ノート」「『接吻』創作ノート」